# Ronny Meyer (politischer Beamter)

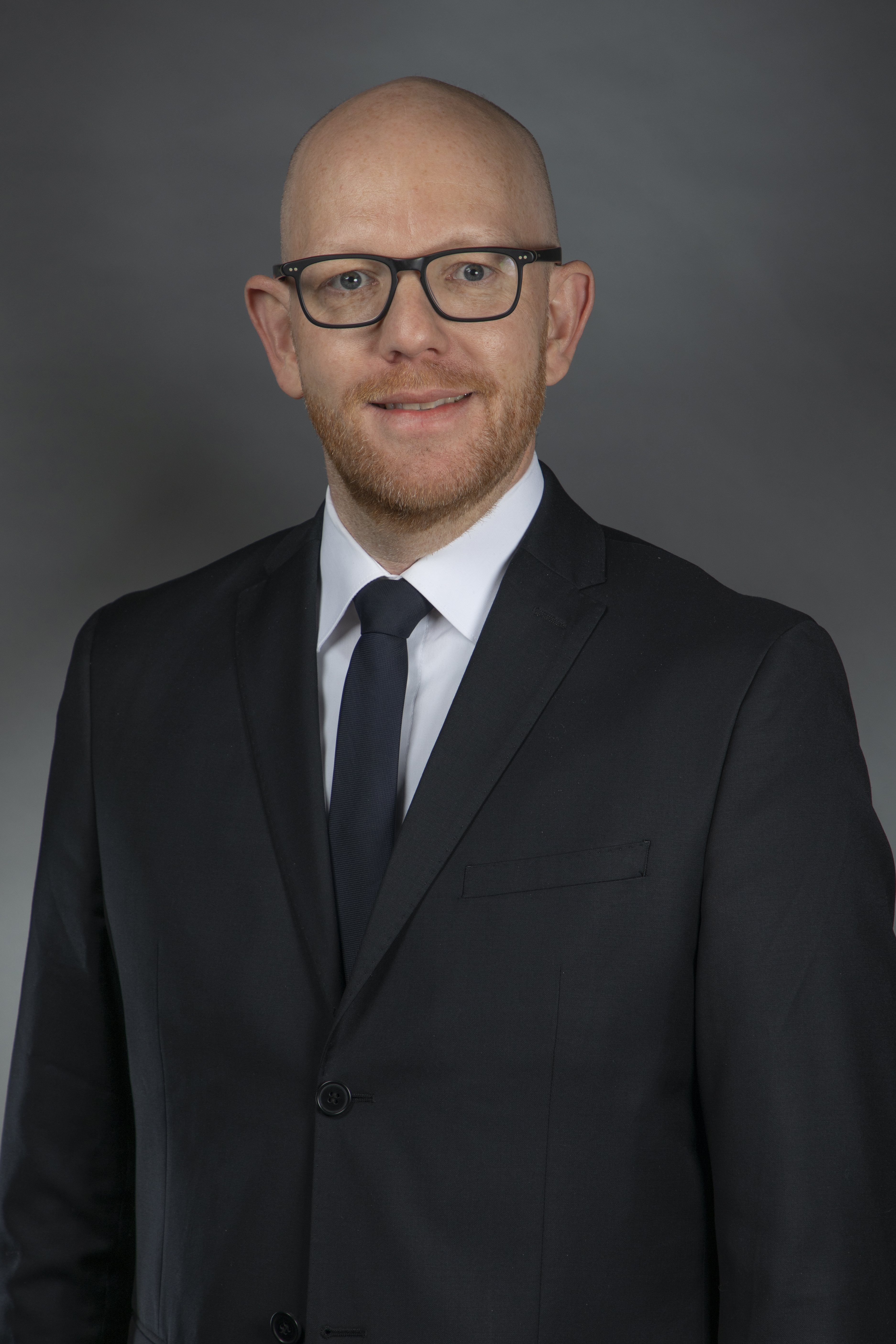
Ronny Meyer (2019)

Ronny Meyer (* 1976 in Bremerhaven) ist ein deutscher Physiker und politischer Beamter (Bündnis 90/Die Grünen). Er war von 2015 bis 2022 Bremer Staatsrat bei der Senatorin für Klimaschutz, Umwelt, Mobilität, Stadtentwicklung und Wohnungsbau.

## Biografie
Meyer studierte Physik an der Universität Oldenburg. Von 2004 bis 2008 war er als Projektleiter für Forschung und Entwicklung beim Wind- und Solarleistungsprognosedienstleister energy & meteo systems in Oldenburg beschäftigt. Von 2008 bis 2010 war er bei der Boston Consulting Group (BCG) im Bereich der Energiewirtschaft mit dem Schwerpunkt Erneuerbare Energien tätig. Dort leitete er Projekte zur Integration von Windenergie ins Stromnetz. Meyer war von 2010 bis 2015 Geschäftsführer der Windenergie-Agentur Bremen/Bremerhaven (WAB) in Bremerhaven, einem führenden Unternehmensnetzwerk für Windenergie in der Nordwest-Region.
Von 2015 bis 2019 war Meyer Staatsrat für die Bereiche Umwelt und Zentrales beim Senator für Umwelt, Bau und Verkehr Joachim Lohse (Grüne). Von 2019 bis 2022 war er Staatsrat für die Bereiche Klimaschutz, Umwelt und Mobilität bei der Senatorin für Klimaschutz, Umwelt, Mobilität, Stadtentwicklung und Wohnungsbau Maike Schaefer. In diesem Amt folgte ihm Enno Nottelmann nach. Er war als Staatsrat Mitglied in den Aufsichtsgremien der Bremer Energiekonsensgesellschaft, Hanse Vermögensverwaltungsgesellschaft und der Hanseatischen Naturentwicklungsgesellschaft, sowie der hanseWasser Bremen und bremenports.
Seit März 2022 ist Meyer Abteilungsleiter für Grundsatz und Dialog im Bundesministerium für Umwelt, Naturschutz, nukleare Sicherheit und Verbraucherschutz.